# Rivian SE Europe
Rivian SE Europe је развојни центар америчког предузећа Rivian, који је отворен у јулу 2022. године у Београду.